# Консо
Консо или Конзо је кушитска етничка група, пре свега насељавају јужну и централну Етиопију.

## Распрострањеност
Народ Консо углавном живи на југу региона јужних нација, националности и народа, јужно од језера Чамо, у околини реке Саган. Многи су концентрисани у специјалној вореди Консо. Њихова територија се граничи са Омотик, Сидама и Оромо заједницама.
Народ Консо обично живи у великим градовима. Неколико заједница Консо народа се такође може наћи у деловима северне Кеније.

## Језик
Консо народ говори Консо језиком (такође познат као Комсо) као матерњи језик. Спада у кушитску грану афро-азијске породице. Консо је подељен у четири дијелекта: Кхолме, Дуро, Фаша и Карати.

## Демографија
Према попису из 2007. године било је 250.430 особа припадника народа Консо, од којих урбани становници чине 4%. Преко 87% народа Консо живи у региону Јужних нација, националности и народа.

## Религија
У погледу вере Консо народ практикује традиционалну религију фокусирану на обожавању бога кога зову Вак. 